# Neoricardianizm
Neoricardianizm – szkoła myśli ekonomicznej, powstała w wyniku interpretacji teorii Davida Ricardo przez Piero Sraffę oraz krytyki ekonomii neoklasycznej, jaką Sraffa przeprowadził w swojej pracy The Production of Commodities by Means of Commodities, a która została później rozwinięta przez neoricardian w ramach sporu wokół teorii kapitału.
Do głównych neoricardian zaliczają się: Luigi Pasinetti, Pierangelo Garegnani, John Eatwell, Ian Steedman, Heinz Kurz i Neri Salvadori. Neoricardianizm w dużej mierze pokrywa się z dorobkiem szkoły postkeynesowskiej.